# Gemeinde Ljutomer

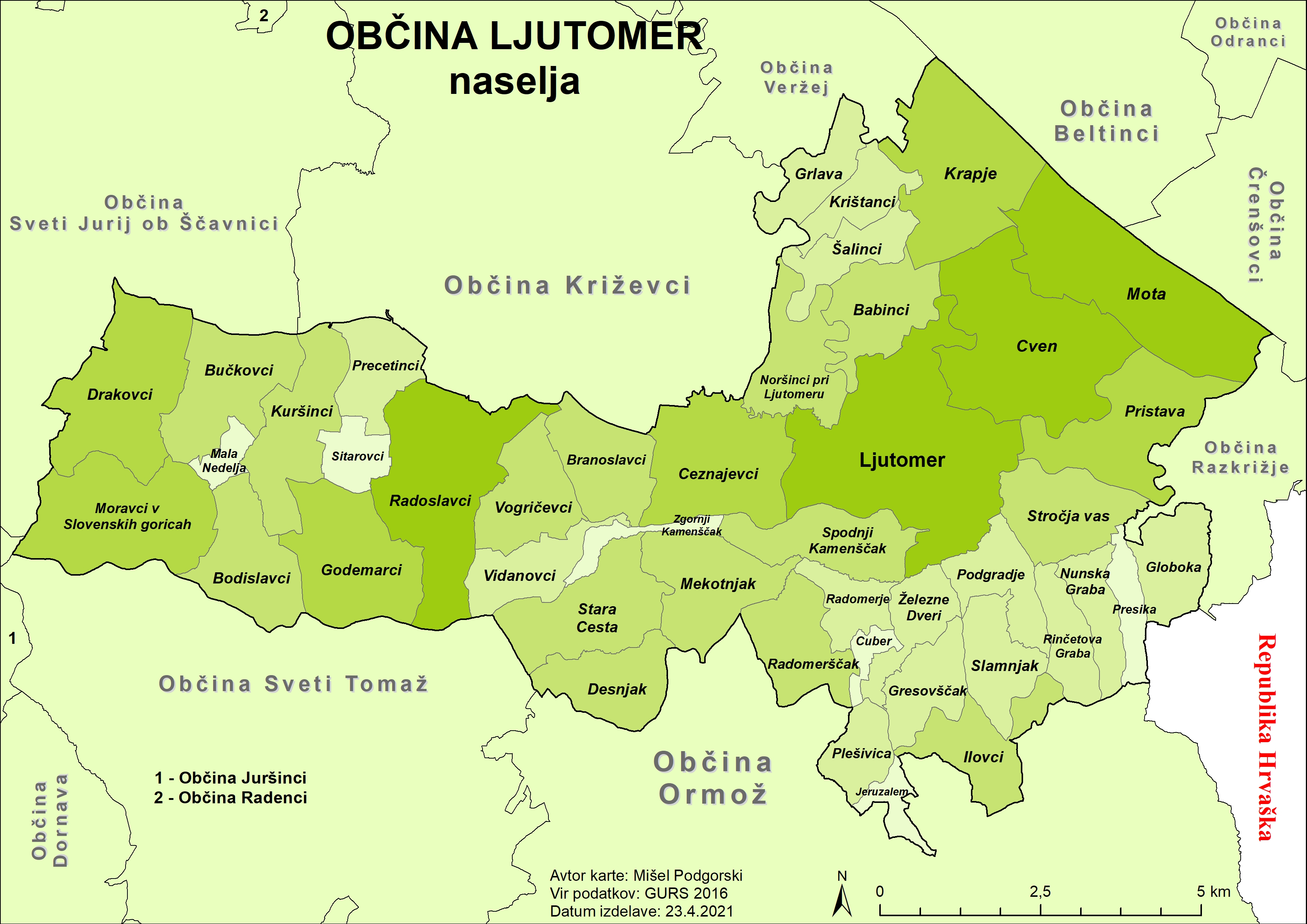
Übersichtskarte der Ortsteile

Die Gemeinde Ljutomer (slowenisch: Občina Ljutomer) ist eine slowenische Gemeinde  in der Region Prlekija unweit der kroatischen Grenze. Sie liegt etwa 40 km östlich der Stadt Maribor am Fluss Ščavnica (Stainz) in der historischen Landschaft Spodnja Štajerska (Untersteiermark) und ist heute der statistischen Region Pomurska zugeordnet.
Hauptort und Verwaltungssitz ist die Stadt Ljutomer.
In der Gemeinde wird der regionale slowenische Dialekt Prleško narečje gesprochen.

## Ortschaften
Die Gemeinde umfasst 44 Ortschaften. Die deutschen Ortsnamen in den Klammern stammen mitunter aus der Mitte des 19. Jahrhunderts und werden heutzutage mehrheitlich nicht mehr verwendet:
- Babinci (Wagendorf)
- Bodislavci (Wodislafzen)
- Branoslavci (Malleggendorf)
- Bučkovci (Wutschkofzen)
- Cezanjevci (Zesendorf)
- Cuber
- Cven (Zween)
- Desnjak (Desniagg)
- Drakovci (Drahoru)
- Globoka (Glubokohegg)
- Godemarci (Godomerzen)
- Gresovščak (Grüsserschak)
- Grlava (Gerlova)
- Ilovci (Illovetz)
- Jeruzalem (Jerusalem)
- Krapje (Kraping)
- Krištanci (Kristanzen)
- Kuršinci (Kurschinetz)
- Ljutomer (Luttenberg)
- Mala Nedelja (Kleinsonntag)
- Mekotnjak (Mekotniagg)
- Moravci v Slovenskih goricah (Muratzen)
- Mota (Mauthdorf)
- Noršinci pri Ljutomeru (Urschendorf)
- Nunska Graba (Schützenberg)
- Plešivica (Pleschivetz)
- Podgradje (Unterschloss)
- Precetinci (Prezetinzen)
- Presika (Pressika)
- Pristava (Pristova)
- Radomerje (Picheldorf)
- Radomerščak (Pichelberg)
- Radoslavci (Radislafzen)
- Rinčetova Graba (Rindscheit)
- Sitarovci (Sitarofzen)
- Slamnjak (Kummersberg)
- Spodnji Kamenščak (Steinberg)
- Stara Cesta (Altstrass)
- Stročja vas (Schützendorf)
- Šalinci (Schalladein)
- Vidanovci (Vitanofzen)
- Vogričevci (Vogrischofzen)
- Zgornji Kamenščak, 101
- Železne Dveri (Eisenthür)

## Sehenswürdigkeiten
- Ljutomer-Jeruzalem-Landschaftsschutzpark

## Nachbargemeinden
| Križevci                          | Veržej, Beltinci                            | Črenšovci     |
| Sveti Jurij ob Ščavnici, Juršinci | Kompassrose, die auf Nachbargemeinden zeigt | Razkrižje     |
| Sveti Tomaž                       | Ormož                                       | Štrigova (HR) |

## Partnerorte
- Wermsdorf (Sachsen, Deutschland)
- Friedberg (Steiermark, Österreich)
- Freistadt Rust im österreichischen Burgenland, seit November 2016[5]